# Tachypeza nigra
Tachypeza nigra är en tvåvingeart som beskrevs av Yang 1997. Tachypeza nigra ingår i släktet Tachypeza och familjen puckeldansflugor. Inga underarter finns listade i Catalogue of Life.